# Altzaga
Altzaga is een gemeente in de Spaanse provincie Gipuzkoa in de regio Baskenland met een oppervlakte van 3 km². Altzaga telt 171 inwoners (1 januari 2016).

## Demografische ontwikkeling
Bron: INE, 1857-2011: volkstellingen
Opm.: Van 1966 tot einde 1991 behoorde Altzaga tot de gemeente Itsasondo